# Jérôme Jarre
Jérôme Jarre /ʒaʁ/ (Albertville, 12 de junio de 1990) es un emprendedor francés, se convirtió en una figura popular gracias a sus trabajos audiovisuales. A partir de junio de 2014, pasó a ser la persona con más seguidores en Vine. El mismo mes se convirtió en una de las primeras celebridades de Snapchat.
Después de iniciar varios negocios en China y Canadá, Jérôme comenzó a publicar videos en Vine el día del lanzamiento de la red social. Más tarde dejó su negocio para centrarse completamente a esta plataforma, Vine. En mayo de 2013, se convirtió en cofundador de GrapeStory, una agencia de captación de talento. La controversia de uno de sus vídeos en 2014 llevó al FBI a detenerlo durante el tránsito de un vuelo en el que se encontraba.

## Carrera
Antes de ser una estrella de internet, Jéroôme se encontraba en la República Popular China, donde comenzó varios negocios, uno de los cuales tuvo éxito y utilizó las ganancias para mudarse a Toronto, donde cofundó una compañía de software, Atendy, con Christopher Carmichael. Mientras estaba en esta ciudad de Canadá, escuchó sobre el lanzamiento de Vine y creó una cuenta en la plataforma. Comenzó a hacer Vines mientras todavía estaba en marcha su negocio, para más tarde dejarlo para centrarse completamente en Vine y sus seguidores.

## Filantropía

### Movilización por los Rohingya
El 27 de noviembre de 2017, Jérôme Jarre fue al campamento de refugiados más grande del mundo, en Cox's Bazar, Bangladés. Formó un grupo de celebridades influyentes en Francia entre los que se encontraban Mister V, Jhon Rachid, Le Grand JD, Seb, el actor Omar Sy y el artista DJ Snake, el objetivo de este viaje era sensibilizar al público sobre la difícil situación de los Rohingya, y el problema con esta minoría musulmana de Birmania que huía de la limpieza étnica. Mediante las redes sociales, la organización Love Army, a la cual pertenece Jarre, hizo un llamamiento al presidente turco, Recep Tayyip Erdoğan, para que estableciera un canal de ayuda humanitaria. Ante el silencio de las grandes compañías, Jérôme inició un micromecenazgo para apoyar toda la acción humanitaria que iban a realizar. El 29 de noviembre, los organizadores anunciaron que habían recaudado 800 000 dólares, el 30 de noviembre ya habían llegado a 1 400 000, y el 31 de diciembre de 2017, la cifra superó los 2 millones de euros.

## Controversia
Jérôme fue duramente criticado por la comunidad de Vine, al publicar un vídeo en la red social en el que de manera humorística le da un beso a John Stamos y Stamos le da otro a él. El vídeo se publicó en Vine en junio de 2014, y los usuarios lo acusaron de ser gay y amenazaron con dejar de seguir sus contenidos. Al día siguiente, Jérôme publicó un nuevo video en Vine para increpar esta actitud homofóbica de los usuarios. En él, afirmó que no es gay, luego para mostrar su apoyo a la comunidad LGTB y en el mismo vídeo besó en la boca a otra celebridad de Vine: Nicholas Megalis.
El 5 de enero de 2014, Nash Grier y Jérôme se reunieron en un centro comercial de Kópavogur, en Islandia, para conocer a sus fanes. El evento fue organizado por ellos mismos un día antes a través de redes sociales. Querían hacer un encuentro rápido y sin organización, así que lo llevaron a cabo sin reservar de forma oficial el lugar y sin contratar seguridad que pudieran necesitar. Más de 5000 personas se reunieron en el lugar de improvisto y la policía tuvo que intervenir debido al descontrol de la muchedumbre. Se reportaron algunas lesiones menores y daños en los automóviles estacionados cerca. Más tarde Jérôme publicó una disculpa en Twitter por lo ocurrido.
En 2016, se puso en cuestionamiento su comportamiento en un vídeo grabado durante una fiesta privada en el Musée d'Orsay: Jérôme intenta hacer creer que ha pasado la noche en el museo después de que se escondiese en los inodoros. El museo d'Orsay escribió una queja al autor y pidió una respuesta pública, pues había puesto en peligro las obras del museo y pidió la retirada del vídeo.